# Loyd-Lord
Die Loyd-Lord Ltd. war ein britischer Automobilhersteller in Chiswick (London). 1923–1924 wurden dort Fahrzeuge der Mittelklasse gebaut.
1923 wurde der Loyd-Lord 11.9 hp vorgestellt. Er hatte einen obengesteuerten Vierzylinder-Reihenmotor mit 1,8 l Hubraum, vermutlich von Meadows zugeliefert. Sein Fahrgestell besaß einen Radstand von 2.896 mm.
Ihm zur Seite wurde im gleichen Jahr der Loyd-Lord 14/30 hp gestellt. Sein Vierzylindermotor hatte einen Hubraum von 2,1 l und das Fahrgestell war mit 3.023 mm Radstand versehen.
Im Folgejahr gab es nur noch Zweitaktmodelle. Der Loyd-Lord 11 hp hatte einen Zweizylinder-Reihenmotor mit 1,1 l Hubraum und einen Radstand von 2.591 mm.
Das größere Modell, der Loyd-Lord 18/60 hp besaß einen Vierzylinder-Reihenmotor mit 2,0 l Hubraum. Der Radstand dieses Modells war 3.200 mm.
Noch 1924 verschwand die Marke wieder vom Markt, vermutlich infolge der Weltwirtschaftskrise.

## Modelle
| Modell     | Bauzeitraum | Zylinder | Hubraum  | Radstand |
| ---------- | ----------- | -------- | -------- | -------- |
| 11,9 hp    | 1923        | 4 Reihe  | 1795 cm³ | 2896 mm  |
| 14 / 30 hp | 1923        | 4 Reihe  | 2121 cm³ | 3023 mm  |
| 11 hp      | 1924        | 2 Reihe  | 1082 cm³ | 2591 mm  |
| 18/60 hp   | 1924        | 4 Reihe  | 2009 cm³ | 3200 mm  |